# عملیات واحد در مهندسی شیمی
عملیات واحد در مهندسی شیمی (به انگلیسی: Unit Operations of Chemical Engineering) نام کتابی است که برای نخستین بار در سال ۱۹۵۶ و توسط انتشارات مک‌گرا-هیل آمریکا به چاپ رسید.این کتاب یکی از قدیمی‌ترین و معتبرترین منابع در مهندسی شیمی است که توسط وارن مک کیب ،جولیان اسمیت و پیتر هریوت نوشته شده‌است.ویرایش هفتم این کتاب در سال ۲۰۰۴ میلادی و توسط همین انتشارات منتشر شد.
این کتاب به‌طور گسترده از سوی کالج‌ها و دانشگاه‌های سراسر جهان به عنوان یک منبع آموزشی دانشگاهی مورد استفاده قرار می‌گیرد.این کتاب در ایران بیش تر در محاوره دانشجویان و استادان با عنوان کتاب "مک کیب" شناخته شده‌است.